# Christian Solidarity Party
Die Christian Solidarity Party (CSP, irisch Comhar Críostaí) war eine politische Partei der Republik Irland, die nie im irischen Parlament vertreten war. Sie wurde 1997 von Gerard Casey gegründet und nahm im gleichen Jahr erstmals bei einer Wahl teil.
Die Partei vertritt die konventionellen römisch-katholischen Prinzipien und ist traditionell sowie lebenserhaltend natalistisch eingestellt. Die Partei selbst beschreibt sich wie folgt: Die Christian Solidarity Party hat sich dem Leben, der Familie und der Gemeinschaft verschrieben. Die CSP unterstützt die Politik zum Schutz jedes Lebens von der Empfängnis bis zum natürlichen Tod sowie die Position der Familie als fundamentale Einheit der Gesellschaft.
Bei der Wahl 2002 stellte die Partei 19 Kandidaten (im Alter von 22 bis 82 Jahren) auf, die teilweise in mehreren Wahlkreisen antraten. Der Wahlkampf kostete die Partei 12.284,71 €.
Bei der Europawahl 2004 wollte die Partei zuerst nicht antreten, entschied sich aber schließlich doch, Barry Despard als Kandidat antreten zu lassen. Despard begründete seine Kandidatur damit, dass andere Parteien bewusst oder unbewusst die Tötung von ungeborenem Leben zulassen. Despard erreichte den 9. von 12 Plätzen im Wahlkreis Dublin mit 5.352 Erststimmen (1,3 %).
Stand 2006 ist Cathal Loftus der Anführer der Partei - Michael O’Brien der Generalsekretär.

## Wahlergebnisse
| Jahr | Wahl              | Stimmenanteil | Sitze |
| ---- | ----------------- | ------------- | ----- |
| 1997 | Dáil Éireann 1997 | 0,5 %         | 0/166 |
| 2002 | Dáil Éireann 2002 | 0,3 %         | 0/166 |
| 2007 | Dáil Éireann 2007 | 0,1 %         | 0/166 |
| 2011 | Dáil Éireann 2011 | 0,1 %         | 0/166 |